# Полторанин, Михаил Никифорович
Михаи́л Ники́форович Полтора́нин (родился 22 ноября 1939, дер. Белый Луг, Лениногорск, Восточно-Казахстанская область) — государственный деятель РФ, бывший вице-премьер РФ, советский и российский журналист и политический деятель, активный сторонник Б. Н. Ельцина, исполнительный директор телеканала «ТВ-3 Россия».

## Биография
Родился в деревне Белый Луг, ныне вошедшей в состав города Лениногорска (ныне Риддер) Восточно-Казахстанской области Казахской ССР, русский. Отец погиб во время Великой Отечественной войны, в семье остались четверо детей.
Работать начал бетонщиком на строительстве Братской ГЭС. После службы в армии поступил в Казахский государственный университет (факультет журналистики), который окончил в 1964 году. С 1960 по август 1991 года состоял в КПСС.
С 1966 по 1968 год работал собственным корреспондентом, затем главным редактором газет «Лениногорская правда» и «Рудный Алтай». В 1968—1970 годах учился в ВПШ при ЦК КПСС. С 1970 года корреспондент, потом ответственный секретарь газеты ЦК Коммунистической партии Казахстана «Казахстанская правда».
В 1975—1978 годах собственный корреспондент газеты «Правда» по Казахстану, затем — специальным корреспондентом, заместителем редактора отдела партийной жизни. Весной 1985 года был приглашён в группу, готовившую концепцию перестройки в СССР. Весной 1986 года в «Правде» была опубликована серия его статей, рассказывающая о злоупотреблениях партийных работников в Ворошиловграде (ныне Луганск). Этот цикл статей привел к отставке членов бюро Ворошиловградского обкома КПСС и принёс автору широкую известность. В 1986—1988 годах — главный редактор газеты МГК КПСС «Московская правда». В 1987—1991 годах секретарь правления Московской городской организации, член правления Союза журналистов СССР.
Автор текста, широко распространённого в конце 1987 года под названием «Выступление Ельцина» (на Пленуме ЦК КПСС 21 октября), о чём М. Полторанин писал в своей книге «Власть в тротиловом эквиваленте». Он не присутствовал на пленуме, где выступал Б. Ельцин, стенограмма ещё не была опубликована. Поэтому речь, написанная и преподнесённая Полтораниным, сильно не соответствовала реальному выступлению Ельцина (её стенограмма была опубликована только в 1989 году). В частности, зная о нелюбви людей к Раисе Горбачёвой, Полторанин написал, что по словам Ельцина, она ему звонила с категорическими указаниями о партийных делах. Текст также содержал критику высшего партийного руководства, осуждение участия СССР в войне в Афганистане, в нём много говорилось о привилегиях номенклатуры и тяжелом материальном положении рядовых граждан Советского Союза. Эту «речь» Полторанин напечатал у себя дома и размножил в нескольких сотнях экземпляров. Речь была напечатана в ночь перед выступлением Полторанина в Академии общественных наук при ЦК КПСС, которое должно было пройти по инициативе Секретариата ЦК КПСС. На это мероприятие прибыли около 700 журналистов советских газет. Перед выступлением М. Полторанин раздал им этот текст «речи Ельцина». Документ получил широкое распространение в самиздате и привёл к значительному росту популярности Б. Ельцина.
В январе 1988 г. был снят с должности главреда «Московской правды». С 1988 по 1991 год работал политическим обозревателем Агентства печати «Новости».
В 1989 году был одним из руководителей избирательной кампании Б. Ельцина по выборам в народные депутаты в г. Москве, одновременно сам был избран народным депутатом СССР от Союза журналистов. На Съезде народных депутатов СССР вошёл в Межрегиональную депутатскую группу. Являлся членом комитета Верховного Совета СССР по вопросам гласности, прав и обращений граждан, входил в рабочую группу Верховного Совета по подготовке проекта Закона о печати.
С 14 июля 1990 года по 25 ноября 1992 года — министр печати и массовой информации РСФСР и министр печати и информации РСФСР/Российской Федерации.
C 19 июля по 6 ноября 1991 года — член Государственного совета при Президенте РСФСР (по должности министра).
Принял активное участие в событиях августа 1991 года и октября 1993 года. Выступал с инициативой закрытия ряда печатных изданий после этих событий. Настаивал на жёсткой позиции в конфликте с президентом Чечни Джохаром Дудаевым осенью 1991 года, был сторонником продолжения противостояния во взаимоотношениях с Украиной.
C 22 февраля по 25 ноября 1992 года — заместитель Председателя Правительства Российской Федерации, член Госсовета России, глава межведомственной комиссии по рассекречиванию документов КПСС. В январе 1993 назначен руководителем Федерального информационного центра России (ФИЦ) (по статусу — первый заместитель Председателя Совета министров России), с июня 1992 года председатель Специальной комиссии по архивам при Президенте Российской Федерации.
В июне 1993 года на заседании Верховного Совета РФ заместитель генерального прокурора РФ Н. Макаров сообщил о возбуждении уголовного дела против М. Полторанина по факту незаконной передачи им имущества Российского Дома науки и культуры в Берлине, состоявшего на балансе ФИЦ, германской фирме Friedrichstraße 176—179 Gmbh. В сентябре 1993 года привлекался к допросам в качестве свидетеля по этому делу (отрицал свою причастность и наличие состава преступления). Дело было закрыто в октябре 1993 года (в 1996 году верховный суд Берлина удовлетворил иск российского правительства и признал сделку по продаже Российского дома науки и культуры незаконной). В декабре 1993 года был освобождён от должности руководителя ФИЦ в связи с его упразднением.
В 1993—1995 — депутат Государственной Думы, избран по общефедеральному списку «Выбор России» (в июне 1993 года участвовал в создании этого проправительственного предвыборного блока, вошёл в его исполком). Член фракции «Выбор России» (вышел из фракции 30 июня 1995 года из-за отказа фракции поддержать вотум недоверия правительству 21 июня, в другие фракции не вступал), председатель Комитета по информационной политике и связи.
В марте 1994 года член инициативной группы по созданию партии Демократический выбор России (ДВР).
17 декабря 1995 года баллотировался в Госдуму II созыва по Омскому одномандатному округу № 129. Набрав 14,55 % голосов избирателей, проиграл выборы депутату Совета Федерации РФ I созыва Олегу Смолину (28,29 %).
С 1996 года — президент телевизионной корпорации «Момент истины», затем исполнительный директор телекомпании «ТВ-3».
В апреле 2011 года, будучи пресс-секретарём Федеральной миграционной службы, в интервью Би-би-си Константин Полторанин сделал резонансное заявление, сказав, что «будущее белой расы находится под угрозой» и что «на кону стоит в принципе выживание белой расы, и в России этот вопрос ощутим». Комментарии расценили как разжигание межрасовой розни, за что он был уволен со своего поста.
Негативно отозвался о вводе российских войск на территорию Украины.

## Цитаты
Процесс интеграции ни к чему серьёзному не приведёт, потому что у России, Белоруссии и Казахстана абсолютно разные цели. И вообще, мы с Казахстаном под одной командой, у нас один хозяин, я имею в виду всемирный олигархат. Мы будем делать то, что они скажут. Они позволят нам торговать друг с другом молоком, но никак не высокотехнологичной продукцией. Не для этого они разваливали нам СССР.— «Наш земляк Михаил Полторанин рассказывает» (18 февраля 2014 года)

## Личная жизнь
Жена — Надежда Михайловна. Сыновья — Максим и Константин. Внук — Фёдор. Проживает с семьёй в районе ТиНАО Москвы.

## Награды
- Медаль «За освоение целинных земель»
- Почётный знак Союза журналистов Казахстана